# Dolors Torrent i Rius
Dolors Torrent i Rius (Juneda, 1 d'agost de 1947) és una mestra i política catalana, diputada al Parlament de Catalunya en la IV Legislatura 
Va obtenir el títol de magisteri a l'Escola Normal de Barcelona i es llicencià en geografia i història a la Universitat Autònoma de Barcelona. S'inicià en política ingressant el 1969 en les Plataformes Obreres. Posteriorment s'afilià a la UGT de Catalunya i el 1976 a Convergència Socialista de Catalunya (CSC), des de la que el 1978 participà en la fundació del Partit dels Socialistes de Catalunya (PSC-PSOE). Fou escollida diputada a les eleccions al Parlament de Catalunya de 1992. Ha estat Vicepresidenta de la Comissió de Seguiment del Procés d'Equiparació Dona-Home del Parlament de Catalunya.